# 木崎村小作争議
木崎村小作争議（きざきむらこさくそうぎ）は、新潟県北蒲原郡木崎村（現・新潟市北区）を中心とする地域で起こった小作争議で、「日本の三大小作争議」の一つとして知られ、また王番田争議（王寺川村を経て現・長岡市）・和田村争議（高田市を経て現・上越市）とともに新潟県の三大小作争議の一つに数えられる。

## 概要

### 前史としての三升米事件
新潟県は、県内で産出される米の品質を向上させ、市場での評価を高めるため、1907年より移出米に対する検査を実施し、1916年には生産米検査規則を制定した。この制度は、米の販売価格を向上させるため、地主にとってはメリットがあったが、検査のために必要な負担は生産者である小作農にのしかかっていた。
1922年、県は生産米検査規則を改正し、産米検査をさらに強化した。これにより負担が増加した小作農の不満は高まった。そのため、北蒲原郡を中心に勢力を拡大していた須貝快天率いる農村革新会は、納める米1俵につき3升の米を負担増の補償として地主たちに要求した。地主たちがこの要求を拒否すると、小作農たちは大挙して地主宅に押しかけ、要求をのむように迫った。これが「三升米事件」で、木崎村をはじめ県内における小作争議増加のきっかけとなる事件であった。

### 小作組合の結成
木崎村小作争議は、須貝快天の影響を受けた小作農たちが1922年11月に、村内の笠柳・横井両部落で小作組合を結成し、市島家をはじめとする地主に対して、小作料を2割減免するよう要求したことに始まる。当初、地主たちはこの要求を拒否し、小作組合の切り崩しを図った。
これに対し、組合側は新組合長・川瀬新蔵の下で要求貫徹のための取り組みを進めた。そして、大字の区長選挙にも候補者を立て、正副区長を小作側で占めるに至った。形勢が逆転する中で地主側は、小作側の要求を認めるようになる。

### 連合会の結成と対立の深化
しかし、隣の濁川村に居を構え、新潟県地主協会の会長でもあった真島桂次郎だけは、小作側の要求を突っぱね、小作料請求訴訟を起こした。これに対して、笠柳・横井小作組合は、弁護士井伊誠一とも相談して対応を検討し、日本農民組合（日農）に加盟して対抗姿勢を示した。そして、1923年11月には、村内の他部落で結成された小作組合とともに、木崎村農民組合連合会を結成した。
片山哲らも出席した創立大会で、連合会は小作料の納め方の改善とその要求実現までの小作料延納を決議し、関係する地主たちに要求書を提出した。組合の勢力拡大を目の当たりにして、大部分の地主たちはこの要求を承認したが、真島ら強硬派の地主はこれを拒否した。そして、1924年3月に小作料未納を理由として、小作農の耕地立入禁止の仮処分を裁判所に請求した。裁判所はこれを認め、仮処分が執行された。
連合会の川瀬らは上京して、日農へ支援を要請するとともに、記者会見を行った。争議は全国紙で報道され、注目を集めることとなった。日農は三宅正一、浅沼稲次郎、稲村隆一らの活動家を送り込んだ。また、仮処分執行の最終日に割腹を図る者が出るなど情勢が緊迫したため、裁判所は和解を勧告、地主・小作間で和解が成立した。

### 鳥屋浦事件
和解に不服であった真島ら6人の地主は、1924年5月に再び訴訟を起こし、小作料請求・耕作禁止・土地返還を求めて法廷で争う構えを示した。また、地主側は組合に属さない小作農を協調的な奨農会に組織化しようと図った。
この訴訟について、新潟地方裁判所新発田支部は、1926年4月に地主側勝訴の判決を下した。直ちに小作側は東京控訴院に控訴したが、地主側は耕地20町歩余りを立入禁止とする仮処分を強制執行するよう裁判所に申請した。
5月5日の鳥屋部落における執行の際には、組合員と警官隊が衝突し、組合幹部が多数検束された。検束された小作農の中には、稲木に縛り付けられた者もあった。
この「鳥屋浦事件」は、日農指導の下で耕作権の確立を目指す小作と、それを強制的に剥奪・弾圧しようとする地主との対立を決定的なものとした。

### 同盟休校と無産農民学校の設立
5月17日夜、組合幹部は争議のための行動計画を決めた。そこには、行商隊の結成、婦人部の設置と並んで、村立尋常小学校に通学する組合員の子弟が無期限で同盟休校することが掲げられた。直ちに結成された婦人部の行商隊は、真島の似顔絵をパンに焼き付けた「真島パン」や組合マッチなどを売り歩きながら、小作側の主張をアピールした。
さらに組合は「児童同盟休校並びに新農民小学校建設に対する声明書」を発表し、村長や小学校の守旧的な姿勢を批判、村内各所に教場を開いて授業を開始した。また、木村毅・大宅壮一・富士辰馬らが課外授業を行った。6月15日には無産農民学校協会が発会し、賀川豊彦が会長となった。そして、遠藤新が設計したライト式の校舎の建築は急ピッチで進められ、
7月25日には新校舎で県下組合員約2000人、同盟休校中の児童約1000人が出席して開校式が行われた。
しかし、公教育維持の立場から政府・県当局は強硬的な方針を崩さなかった。そのため、9月8日に和解が成立し、無産農民学校は解散、同盟休校は終結した。農民学校の校舎は補習教育機関としての新潟高等農民学校として存続したが、青年訓練所の開所や組合組織の分裂で経営難に陥り、1928年に閉校、1936年に解体された（その跡地には争議開始50周年の1972年に「木崎村小作争議記念碑」が建立されている）。

### 久平橋事件と争議の結末
1926年7月25日、無産農民学校の上棟式を終えた組合員たちは、午後6時から松ヶ崎浜村で開催される講演会に参加するため行進を始めた。一行が濁川村の久平橋付近にさしかかったとき、警戒中の警官隊と衝突し、三宅正一ら組合幹部が検挙された。
この「久平橋事件」によって、有力な指導者を失った組合側は、路線対立などで分裂していった。長らく続いた法廷闘争も、1930年7月29日に東京控訴院において、小作人が未納小作料の全額を償還するということで和解が成立した。

## 争議の意義
結果として争議は小作側の敗北に終わった。しかし、この地域では実質的に小作料が低下し、地主に対する小作農の意識も以前のように卑屈なものではなくなっていったという。また、その後の裁判においては、小作人に有利な判決が多くみられるようになった。
また、この争議が基本的にはテロのような展開を見せなかったこと、単なる小作料減免要求に留まらず、政治的な待遇改善や人権回復、また無産農民学校に見られるような文化運動など、多様な性格を持っていたことも特徴的である。
猪木武徳も「「木崎の争議がなかったら、マッカーサーの農地改革もなかった」といわれる程、この争議の歴史的・社会的意義は大きいと言われるのには十分な理由があった」と指摘している。
同盟休校により抵抗する手法は、茨城県菅生村など各地の小作争議に影響を与えた。

## 関係資料
新潟市北区郷土博物館には、この争議に関連する資料が所蔵され、市指定文化財となっている。また、その分館で、無産農民学校跡地の近くにある「横井の丘ふるさと資料館」（旧横井小学校校舎）には、この争議についての展示コーナーがある（2018年現在、横井の丘ふるさと資料館は一般公開を中止している。管理を行っている北区では資料の大半は北区郷土博物館にて閲覧可能としているが、本争議に関する資料が閲覧可能対象に含まれているかは不明）。

## 木崎村今昔
小説家の司馬遼太郎は、紀行文集『街道をゆく』シリーズの「潟のみち」で、亀田郷など新潟平野の各地を取材しているが、その際に豊栄市（当時）を訪れ、争議中に「私ドモハタダ人間トシテ認メテホシイダケダ」と訴えた池田徳三郎ら小作争議関係者にも面会している。